# Ротта (музичний інструмент)

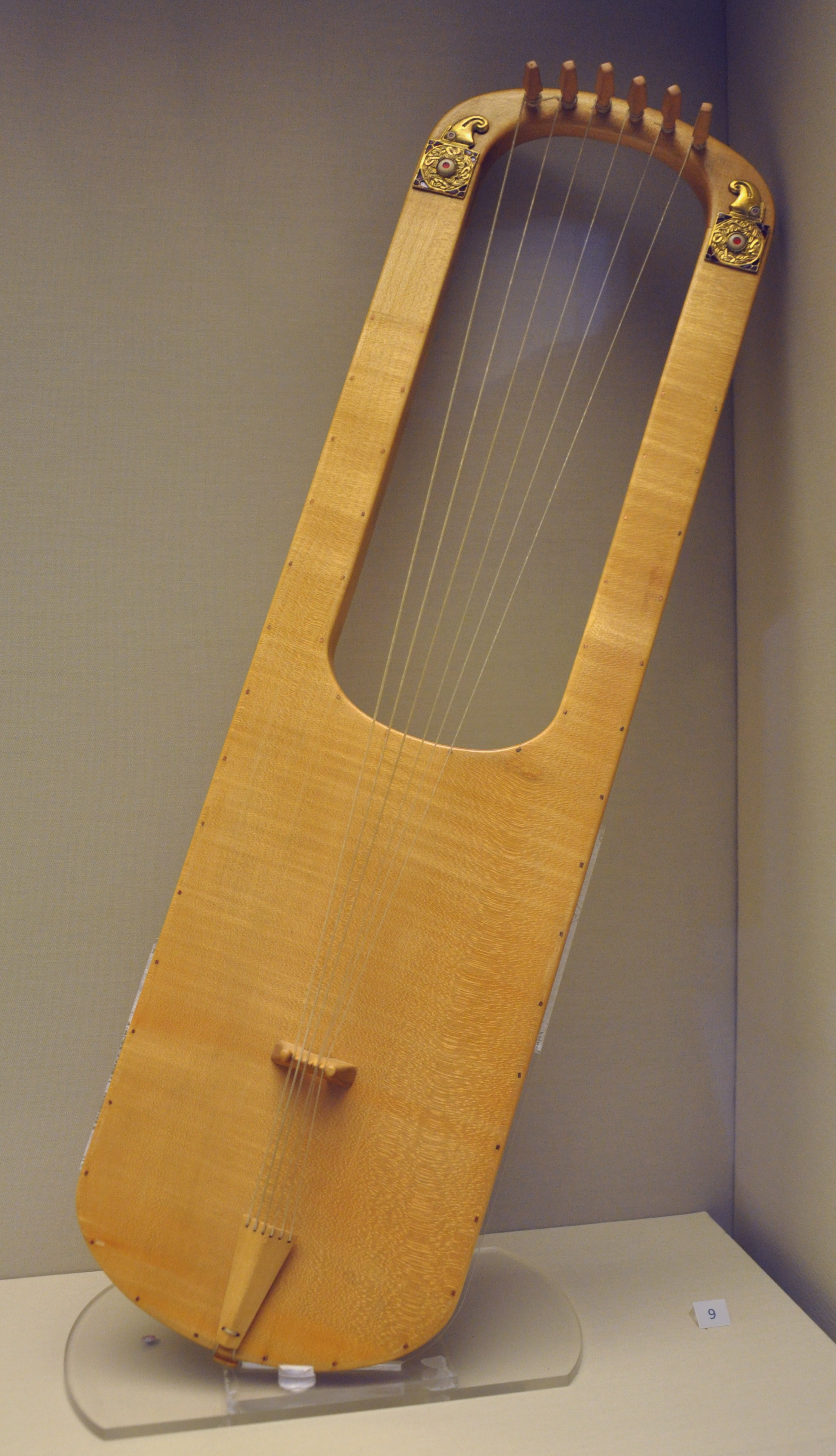
Репліка ліри Саттон-Ху

Ро́тта — древній струнний музичний інструмент типу ліри. Був поширений у Європі, особливо у німецьких землях (звідси його альтернативна назва «німецька ліра»). Спочатку рота була щипковим інструментом, з IX—X століть на ній також грали смичком.

## Реконструкція англосаксонської ліри
Однією з найдавніших зображень даного інструменту є кам'яна статуетка з метагорнблендиту висотою близько 43 см, виявлена в 1988 під час розкопок кельтського городища неподалік міста Поль в департаменті Кот-д'Армор у Бретані, що існував з V до I ст. до зв. е. Знахідка датується ІІ. до н. е. і зображує людину з гривнею-торквесом на шиї і тримає в руках ротту (незважаючи на дещо округлий корпус, як у давньогрецьких та давньоримських лір, в цілому конструктивно інструмент аналогічний давньонімецьким ротам). Вважається, що на статуетці зображений бард. Нині статуетка зберігається у Ренні. Тривимірне оцифрування та подальше обстеження знахідки дозволило створити реконструкцію зображеної роти. Як матеріал був використаний ясен. Також відомі зображення такого інструменту і на кельтських монетах.
Найдавніші фрагменти роти, датовані VI—V в. е., були виявлені в 2012 році в печері на шотландському острові Скай. Знайдений у печері обгорілий та частково відламаний дерев'яний фрагмент, ймовірно, фрагмент поріжка ліри, є найдавнішою знахідкою струнних інструментів у Європі та, зокрема, найдавнішою на території Шотландії. У 2006 році в тій же печері було виявлено схованку з кістяними і роговими наконечниками, датованими тим же періодом. Сім їх мали нехарактерні сліди зносу, що з урахуванням наявної знахідки, може свідчити, що вони були колками інструмента. Другими за старовиною є залишки роти V ст., знайдені в саксонському похованні в Абінгдоні (Англія), та виставлені у місцевому музеї. Примірники роти знайдені також у могильнику Саттон-Ху (графство Саффолк, Англія), на території Німеччини в Оберфлахті (земля Баден-Вюртемберг), а також у франкській гробниці церкви св. Северина в Кельні (обидва екземпляри датовані VI—VII ст.). Відомим екземпляром даного інструменту є ліра, виявлена 2001/2002 року в могильнику під Троссінгеном (Баден-Вюртемберг). Примірник з Троссінгена, датований VI ст., є найбільш збереженим, зокрема, на корпусі збереглося різьблення: як орнаменту навколо «вікна», але в деці зображений загін воїнів. Крім того, до наших днів дійшли шпильки і струнодержатель. Конструктивну подібність із ротою виявляють ліроподібні гуслі — пізніші щипкові інструменти з Великого Новгорода, Ополе та Гданська (всі XI—XIII ст.). Найдавніша скандинавська рота (з норвезького Нумедаля, область Бускеруд) датується орієнтовно XIV століттям і виставлена у постійній експозиції Норвезького музею історії культури в Осло. Усього налічується 26 археологічних знахідок цих інструментів, їх вісім — у Великій Британії та сім — у Германии.
Близький рот по конструкції інструмент — кельтська крота.